# Ophioderma (рослина)
Ophioderma — рід папоротеподібних рослин родини вужачкових (Ophioglossaceae). Включає 5 видів.

## Поширення
Рід поширений в Південно-Східній Азії, Австралії та Океанії. Епіфіти. Ростуть у тропічних дощових лісах.

## Види
- Ophioderma falcatum (C.Presl) O. Deg.
- Ophioderma intermedia (Hook.) Nishida
- Ophioderma palmatum Nakai
- Ophioderma pendulum (L.) C.Presl
- Ophioderma simplex (Ridl. ex Bower) Nishida